# Division No 7 (Manitoba)
Pour les articles homonymes, voir Division No 7.
La division No 7 est une des divisions de recensement du Manitoba (Canada).

## Liste des municipalités

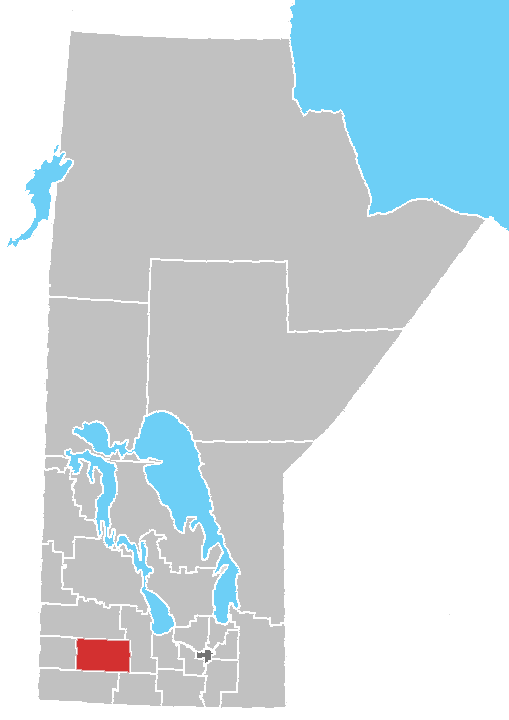
Localisation de la division No 7

Municipalité rurale
- Cornwallis (en)
- Daly
- Elton (en)
- Glenwood
- North Cypress (en)
- Oakland (en)
- South Cypress (en)
- Whitehead

Ville (City)
- Brandon

Ville (Town)
- Carberry
- Rivers
- Souris

Village
- Glenboro
- Wawanesa